# Sjövägmärken
Sjövägmärken utnyttjas för att underlätta navigationen för sjöfarten och för att minska risken för olyckor. De fyller således samma funktion som vägmärken på land. Bestämmelser kring sjövägmärken framgår i Sverige av Sjöfartsverkets Sjötrafikföreskrifter.
Här följer en lista över sjövägmärken.

## Varningsmärken

### Linfärja
Linfärja.

### Livsfarlig ledning
Livsfarlig ledning.

### Begränsad höjd
Begränsad höjd.

### Begränsat vattendjup
Begränsat vattendjup.

### Begränsad bredd
Begränsad bredd.

### Rörlig bro
Rörlig bro.

### Arbete i eller vid vatten
Arbete i eller vid vatten.

### Badplats
Badplats.

### Fiskeredskap
Fiskeredskap.

### Kabel
Kabel.

### Annan fara
Annan fara.

## Påbudsmärken

### Stoppgräns
Stoppgräns.

### Avge ljudsignal
Avge ljudsignal.

### Påbjuden körriktning
Påbjuden körriktning.

## Förbudsmärken

### Fartbegränsning
Fartbegränsning i Knop.

### Förbud mot sjötrafik
Förbud mot sjötrafik.

### Förbud mot fritidsbåtar
Förbud mot fritidsbåtar.

### Förbud mot motorbåtar
Förbud mot motorbåtar.

### Förbud mot segelbåtar
Förbud mot segelbåtar.

### Förbud mot vindsurfing
Förbud mot vindsurfing.

### Förbud mot vattenskidåkning
Förbud mot vattenskidåkning.

### Förbud mot ankring
Förbud mot ankring.

### Förbud mot landstigning
Förbud mot landstigning.

### Förbud mot dykning
Förbud mot dykning.

### Förbud mot förtöjning
Förbud mot förtöjning.

## Upplysningsmärken

### Fritidsbåtstrafik tillåten
Fritidsbåtstrafik tillåten.

### Motorbåtstrafik tillåten
Motorbåtstrafik tillåten.

### Segelbåtstrafik tillåten
Segelbåtstrafik tillåten.

### Vindsurfing tillåten
Vindsurfing tillåten.

### Vattenskidåkning tillåten
Vattenskidåkning tillåten.

### Ankring tillåten
Ankring tillåten.

### Förtöjning tillåten
Förtöjning tillåten.

### Tillåtet att stanna inom området
Tillåtet att stanna inom området.

## Övriga

### Signal
Signal.

### Rör
Rör.

### Tilläggstavlor som anger riktning och längd
Tilläggstavlor som anger riktning och längd.

### Enslinje
Enslinje.